# Luca Zidane
Luca Zidane Fernández (Marseille, 1998. május 13. –) korosztályos francia válogatott labdarúgó, de spanyol állampolgársággal is rendelkezik. A spanyol Granada játékosa.

## Pályafutása

### Klubcsapatban
Luca Zidane 2004-ben, hatéves korában került a Real Madrid akadémiájára. 2016-ban kötötte meg első profi szerződését, majd a tartalékcsapathoz, a Real Madrid Castillához került. Itt, majd az első csapatnál is édesapja, Zinédine Zidane volt az edzője. A Real Madrid első csapatában a 2017-2018-as bajnoki idény utolsó fordulójában, a Villarreal ellen mutatkozott be 2018. május 19-én. A mérkőzés 2-2-es döntetlennel ért véget. A 2018-19-es szezon 29.fordulójában a Huesca ellen játszott, a Real Madrid 3-2 arányban győzött. A 2019-20-as szezonba kölcsönbe került a másodosztályban szereplő Racing de Santander klubcsapatához.
2024. július 5-én a Granada hároméves szerződést kötött vele.

### A válogatottban
A francia U17-es labdarúgó-válogatott tagjaként részt vett a 2015-ös U17-es labdarúgó-Európa-bajnokságon. Az U17-es labdarúgó-Európa-bajnokság elődöntőjében a belga U17-es labdarúgó-válogatott ellen a rendes játék idő követően 1-1-es állás után a büntetőpárbajban három belga kísérletet is hárított, a mérkőzést a franciák 2–1-re nyertek meg és továbbjutottak a döntőbe. A francia válogatott 4–1-re legyőzte a német nemzeti csapatot a döntőbe, ezzel tizenegy év után ismét megnyerte a kontinenstornát.

## Család
Édesapja az aranylabdás Zinédine Zidane, édesanyja Veronique Fernandez. Három testvére van, Enzo, Theo és Elyaz a Real Madrid akadémiájának tagjai.

## Sikerei, díjai
- Franciaország U17
  - U17-es labdarúgó-Európa-bajnokság: 2015